# اتحادیه فوتبال روسیه
فدراسیون فوتبال روسیه (روسی: Российский Футбольный Союз) با نام کوتاه شدهٔ RFU بالاترین نهاد فوتبالی در کشور روسیه است. این نهاد در آغاز با نام روسیه تزاری در فیفا عضو شد اما در سال ۱۹۱۷ پس از انقلاب بولشویکی با نام فدراسیون فوتبال شوروی در این نهاد ادامه فعالیت داد. در سال ۱۹۹۱ این نهاد ورزشی در کشور روسیه پس از فروپاشی نظام کمونیستی شوروی با نام روسیه در عضویت فدراسیون جهانی فوتبال، فیفا، به عضویت خود ادامه داد.
و در اوایل سال ۲۰۲۳میلادی به عضویت کنفدراسیون فوتبال آسیا AFC درآمد. و زیر نظر AFCبه فعالیت خود ادامه می‌دهد 
لیگ برتر فوتبال روسیه تحت هدایت این نهاد اداره می‌شود. همچنین تمامی تیمهای ملی اعم از تیم ملی بزرگسالان مردان و تمامی تیم‌های ملی در رده‌های سنی مختلف (مردان و زنان) تحت هدایت این نهاد اداره می‌شوند. مقر اصلی این نهاد در مسکو واقع است.